# Tilde
Tilde ( ~ ) er et typografisk symbol. Tegnet stammer fra det latinske titulus, der betyder titel, og blev oprindeligt kun brugt i forbindelse med andre bogstaver som et accenttegn. Tegnet bruges dog i dag også som et selvstændigt tegn.

## I sprog
Tilde anvendes i spansk og portugisisk. I spansk skrives tilde over bogstavet n ( ñ ) for at vise en særlig udtale af bogstavet. Lyden minder om nj. Eksempelvis skal España udtales Espanja. I portugisisk skrives tilde over bogstaverne a ( ã ) og o ( õ ) for at markere at vokalen er nasal. Den bliver i praksis anvendt ved ãe, ão, õe.

## I typografi
En variant af tilden – nemlig den svungne tankestreg – bruges i typografi. Se tankestreg for info herom.

## I matematik

### Ækvivalens
I matematikken bruges tilden til at udtrykke ækvivalens mellem to størrelser. For eksempel læses x ~ y som x er ækvivalent med y (hvilket er væsensforskelligt fra x er lig y).

### Approksimation
I matematikken har man også en dobbelt tilde, der faktisk er et bølget lighedstegn. Dette betyder approksimation. For eksempel kan man skrive π ≈ 3,14 i betydningen at pi er cirka lig 3,14. Der findes også et trippelt, bølget lighedstegn (≋), der betyder kongruens.
I almindeligt sprog bruges den almindelige tilde i nogle sammenhænge på samme måde, hvor det bruges som en approksimation. For eksempel kan man skrive, at det er ~10 grader i betydningen, at det er cirka 10 grader.

### Negation
I logik bruges tilden til at indikere negation. Således betyder ~p altså ikke p.

## I datalogi
Den enkeltstående tilde findes i ASCII-tegnsættet som tegn nummer 126 og repræsenteres i Unicode som U+007E.
Tilden har desuden er lang række betydninger indenfor forskellige programmeringssprog, computerteknologier (såsom regulære udtryk) og operativsystemer.